# Branston (Leicestershire)
Branston lub Branstone lub Braunston – wieś w Anglii, w hrabstwie Leicestershire, w dystrykcie Melton, w civil parish Croxton Kerrial. Leży 12 km od miasta Melton Mowbray. W 1931 roku civil parish liczyła 249 mieszkańców. Branston jest wspomniana w Domesday Book (1086) jako Brantestone.